# ویلدستون
longitudeویلدستونlatitudeویلدستون
ویلدستون (به انگلیسی: Wealdstone) یک ناحیه در لندن است که در منطقه هارو لندن واقع شده‌است.
ایستگاه هارو و ویلدستون در این ناحیه قرار دارد.